# سیویل
سیویل، (به ایتالیایی: Sevel) شرکت خودروسازی ایتالیایی است، که در سال ۱۹۷۸ از مشارکت انتفاعی شرکت‌های فیات و پژو سیتروئن راه‌اندازی شد. زمینه تولید و مونتاژ خودرو، اتوبوس، کاروان و وسایل نقلیه تجاری فعالیت می‌کند. 
شرکت سیویل هم‌اکنون دارای ۴ کارخانه تولیدی در کشورهای ایتالیا، فرانسه، آرژانتین و اروگوئه می‌باشد. دفتر مرکزی این شرکت در شهر آتسا، استان کییتی، ایتالیا قرار دارد.